# 매크로그래프 (기업)
매크로그래프(영어: Macrograph)는 대한민국 서울특별시 금천구 가산디지털1로 131에 위치하고 있는 대한민국의 기업이다. 2004년 디지털액터팀 결성, 2007년 법인이 설립되었다.